# Organasi Papua Merdeka
Organasi Papua Merdeka (OPM; in indonesiano per Movimento Papua Libera) è un movimento secessionista armato che combatte dal 1963 per l'indipendenza della provincia indonesiana di Irian Jaya, parte occidentale dell'isola della Nuova Guinea annessa in quell'anno dopo un referendum.
L'OPM ha delle basi nel territorio della Papua Nuova Guinea, e gode dell'appoggio delle autorità tribali, delle chiese locali e della maggioranza della popolazione papuana.